# Stephanie White-Arnold
Stephanie White-Arnold, ameriška lokostrelka, * 23. januar 1978.
Sodelovala je na lokostrelskem delu poletnih olimpijskih igrah leta 2004, kjer je osvojila 61. mesto v individualni in 13. mesto v ekipni konkurenci.